# Quando gli eroi volano
Quando gli eroi volano (בשבילה גיבורים עפים) è una miniserie televisiva israeliana creata da Omri Givon e basata sull'omonimo libro di Amir Gutfreund. La storia parla di un gruppo di ex soldati israeliani, una volta amici, che intraprendono un viaggio per la Colombia alla ricerca di una ragazza che ritenevano morta da 9 anni, dopo che una foto di lei appare per puro caso su un giornale colombiano.
La serie ha vinto il premio come miglior serie TV alla prima edizione di Canneseries, festival dedicato al mondo delle serie e miniserie televisive che si svolge dal 2018 a Cannes, in Francia.
La prima stagione è stata trasmessa da Keshet 12 dal 13 maggio 2018 all'8 giugno 2018 su Keshet 12, in Israele, ed è disponibile su Netflix dal 10 gennaio 2019 in tutti paesi in cui è presente la piattaforma.

## Episodi
| Stagione       | Episodi | Prima TV originale | Prima TV in italiano |
| -------------- | ------- | ------------------ | -------------------- |
| Prima stagione | 9/10    | 13 maggio 2018     | 10 gennaio 2019      |

## Trama
Aviv, Benda, Himmler e Dubi sono un gruppo di quattro ex amici che facevano parte dell'esercito israeliano durante la guerra del Libano 2006. Undici anni dopo si riuniscono per andare a cercare Yaeli, ex fidanzata di Aviv e sorella di Dubi, che credevano deceduta in un incidente stradale in Colombia ben nove anni prima. Il sospetto che Yaeli potesse essere ancora viva venne a Benda, trasferitosi in Colombia anche lui, che un giorno vede su un quotidiano la foto di una ragazza molto simile a Yaeli. Messi da parte i rancori reciproci, Aviv, Himmler e Dubi partono per Bogotà per raggiungere Benda e iniziare la ricerca di Yaeli.

## Produzione
La serie è ispirata all'ultimo capitolo dell'omonimo libro di Amir Gutfreund. Inizialmente, il creatore Omri Givon, prevedeva che i protagonisti volassero a Chicago e che la storia si sviluppasse tra Stati Uniti e Messico. Tuttavia, a causa degli alti costi di produzione negli Stati Uniti, ha scelto di spostare la storia in Colombia. Le riprese in Colombia sono durate sette settimane. La scena ambientata in Libano è stata invece girata a Latrun, in Israele.